# Collegio uninominale Puglia - 07 (Camera dei deputati 2020)
Il collegio elettorale uninominale Puglia - 07 è un collegio elettorale uninominale della Repubblica Italiana per l'elezione della Camera dei deputati.

## Territorio
Come previsto dalla legge n. 51 del 27 maggio 2019, il collegio è stato definito tramite decreto legislativo all'interno della circoscrizione Puglia.
È formato dal territorio dell'intera provincia di Brindisi (20 comuni).
Il collegio è parte del collegio plurinominale Puglia - 04.

## Eletti
| Elezione | Elezione | Deputato      | Partito      |
| -------- | -------- | ------------- | ------------ |
|          | 2022     | Mauro D'Attis | Forza Italia |

## Dati elettorali

### XIX legislatura
Come previsto dalla legge elettorale, 147 deputati sono eletti con sistema a maggioranza relativa in altrettanti collegi uninominali a turno unico.
| Candidati                                 | Candidati               | Voti    | %     | Liste                          | Voti    | %     |
| ----------------------------------------- | ----------------------- | ------- | ----- | ------------------------------ | ------- | ----- |
|                                           | Mauro D'Attis ✔️ Eletto | 72 879  | 44,08 | Fratelli d'Italia              | 37 917  | 22,94 |
| Forza Italia                              | Mauro D'Attis ✔️ Eletto | 72 879  | 44,08 | 22 847                         | 13,82   |       |
| Lega per Salvini Premier                  | Mauro D'Attis ✔️ Eletto | 72 879  | 44,08 | 11 518                         | 6,97    |       |
| Noi moderati/Lupi - Toti - Brugnaro - UDC | Mauro D'Attis ✔️ Eletto | 72 879  | 44,08 | 597                            | 0,36    |       |
|                                           | Salvatore Giuliano      | 48 323  | 29,23 | Movimento 5 Stelle             | 48 323  | 29,23 |
|                                           | Elena Tiziana Brigante  | 31 444  | 19,02 | Partito Democratico-IDP        | 23 070  | 13,96 |
| Alleanza Verdi e Sinistra                 | Elena Tiziana Brigante  | 31 444  | 19,02 | 4 358                          | 2,64    |       |
| +Europa                                   | Elena Tiziana Brigante  | 31 444  | 19,02 | 2 826                          | 1,71    |       |
| Impegno Civico - Centro Democratico       | Elena Tiziana Brigante  | 31 444  | 19,02 | 1 190                          | 0,72    |       |
|                                           | Antonietta Curlo        | 6 539   | 3,96  | Azione - Italia Viva - Calenda | 6 539   | 3,96  |
|                                           | Cristina Paolino        | 2 280   | 1,38  | Italexit                       | 2 280   | 1,38  |
|                                           | Giancarlo Scalone       | 2 017   | 1,22  | Unione Popolare                | 2 017   | 1,22  |
|                                           | Giuseppina De Biasi     | 1 833   | 1,11  | Italia Sovrana e Popolare      | 1 833   | 1,11  |
| Totale                                    | Totale                  | 165 315 | 100   |                                | 165 315 | 100   |
|                                           |                         |         |       |                                |         |       |
| Schede bianche                            | Schede bianche          | 3 220   | 1,86  |                                |         |       |
| Schede nulle                              | Schede nulle            | 4 910   | 2,83  |                                |         |       |
| Votanti                                   | Votanti                 | 173 445 | 54,88 |                                |         |       |
| Elettori                                  | Elettori                | 316 045 |       |                                |         |       |